# Tišina, Tišina
Tišina [tíšina] je naselje v istoimenski Občini Tišina.

## Geografija
Tišina je eden najstarejših krajev na Ravenskem polju. Po podatkih SURS-a ima 4264 prebivalcev. Je obcestno in deloma gručasto naselje na nadmorski višini 196 m. Del leži ob cesti Murska Sobota-Radenci, sicer pa sega občina vse do regulirane Mure na jugozahodu, na severozahod pa preko omenjene ceste. Na zahodu teče potok Erjajca proti Tropovcem v potok Mokoš, ki ima vodo le ob večjem deževju.
Okrog manjšega podkvastega dvorca, verjetno iz 18. stol., ki je bil pred drugo svetovno vojno v lasti grofa Sigismunda Batthyanyja, se je ohranil okoli 2 hektara velik park z eksotičnimi vrstami rastlin, med katere gotovo sodi okoli 40 metrov visoka kavkaška jelka (Abies nordmanniana).

## Zgodovina
Ozemlje današnje občine je bilo verjetno poseljeno že v mlajši kameni dobi, o čemer pričajo neprevrtane, ploščate sekire najdene na tem prostoru. Iz obdobja žarnih grobišč so najdene ovratnice, iz antične dobe pa posoda in temelji stavb. V okolici Tišine so najdbe iz starejše železne in rimske dobe. Antične gomile so v ob potoku Doblu. Po prihodu Madžarov in zasedbi teh prostorov 10. stoletju, so se menjavali različni gospodarji. Od leta 1275 so ozemlje imeli v posesti celo templarji. Pozneje je prišlo v last fevdalne rodbine Szechy. V nadaljevanju je zgodovina podobna tisti iz Murske Sobote.
Prve zametke pouka zasledimo v letih 1599 do 1601, ko so poučevali evangeličanski pastorji. Novo šolsko poslopje so zgradili leta 1872, sedanje pa je iz leta 1966.
Župnijska cerkev Marijinega rojstva je posredno omenjena že leta 1647. Od sedanje cerkve je ladja iz konca 14. stoletja. Leta 1685 so jo baročno obokali. Prezbiterij ima zvezdast obok in okna s krogovičjem iz 16. stoletja. Tudi zvonik je iz 16. st. in je med zanimivejšimi arhitektonskimi spomeniki na Slovenskem, zaradi svoje lege nad delom ladje. Konec 19. stoletja so fasado in baročno opremo nadomestili z neogotsko. V fasado je vzidan renesančni figuralni nagrobnik iz leta 1606. Župnija obstaja vsaj od leta 1627.

## Prireditve
Leta  1997 (kot osnovnošolska prireditev v okviru raziskovalne naloge!)  Borovo gostüvanje.